# Grzegorz Kuprianowicz
Grzegorz Kuprianowicz (ur. 1 stycznia 1968 w Lublinie) – polski historyk, działacz mniejszości ukraińskiej w Polsce. Prezes Towarzystwa Ukraińskiego, przewodniczący Podlaskiego Instytutu Naukowego, członek Związku Ukraińców Podlasia, przedstawiciel społeczności ukraińskiej w Komisji Wspólnej Rządu i Mniejszości Narodowych i Etnicznych.
Magisterium obronione na UMCS w Lublinie w 1994. Rozprawę doktorską pt. Ukraińcy na Chełmszczyźnie i Południowym Podlasiu w dwudziestoleciu międzywojennym (1918–1939) obronił na Wydziale Humanistycznym UMCS w 1998.
Pracownik naukowy w Instytucie Historii UMCS, asystent od 1994, adiunkt od 1998.
Specjalizacja badawcza: Ukraińcy w II Rzeczypospolitej, historia prasy ukraińskiej, dzieje Chełmszczyzny i Podlasia, historia Kościoła prawosławnego.  
Odznaczony Orderem Świętej Równej Apostołom Marii Magdaleny III stopnia oraz ukraińskim Orderem „Za zasługi” trzeciego stopnia (2007).

## Ważniejsze publikacje
- Cerkiew prawosławna Przemienienia Pańskiego w Lublinie, Lublin 1993 (współautor). Monaster św. Onufrego w Jabłecznej, Jabłeczna 1995 [wydanie trzecie uzupełnione] (współautor).
- Ukraińska działalność wydawnicza na Chełmszczyźnie i Południowym Podlasiu w latach 1919–1926, „Krakowskie Zeszyty Ukrainoznawcze”, 1994–1995 (t. III-IV), s. 395–412.
- Ukraińskie życie kulturalno-oświatowe i ekonomiczne na Chełmszczyźnie i południowym Podlasiu w latach 1918–1926, „Rocznik Chełmski”, 1995 (t. 1), s. 171–216.
- (Red.) Evangelisch-Orthodoxe Partnerschaft Lublin-Balingen, Lublin-Balingen 1996.
- Товариство «Рідна Хата» (1919–1930 рр.), в: Світовий Конгрес українців Холмщини і Підляшшя (Львів-Холм, 17–21 вересня 1994 року). Матеріали наукової конференції, ред. Й. Романюк, Львів 1996, c. 75–86.
- Український національний рух на Холмщині та Південному Підляшші в 20-ті рр. ХХ ст., в: Третій міжнародній конгрес україністів 26–29 серпня 1996 р. Історія, частина ІІ, ред. Я. Ісаєвич, Харків 1996, c. 110–116.
- “Memoriał w sprawie sytuacji ukraińskiej ludności na Chełmszczyźnie”, „Res Historica”, 1997, z. 1, s. 331–338.
- Działalność polskich partii chłopskich wśród ludności ukraińskiej Chełmszczyzny i Południowego Podlasia w latach 1918–1926, w: Chłopi-Naród-Kultura, t. 5 Chłopi a państwo, red. W. Bonusiak, Rzeszów 1997, s. 83–94.
- Український етнос на Холмщині та Підляшші у ХІХ та ХХ ст., w: Холмщина i Підляшшя. Історико-етнографічне дослідження, ред. В. Борисенко, Київ 1997, c. 59–76.
- Призабута сторінка історії української кооперації: український кооперативний рух на Холмщині та Південному Підляшші у міжвоєнний період, в: Четвертий міжнародній конгрес україністів. Одеса, 26–29 серпня 1999 р. Доповіді та повідомлення, Історія, Частина ІІ: ХХ століття, Відповідальні редактори: С. Кульчицький, В. Даниленко, Одеса-Київ-Львів 1999, с. 487–494.
- Policja Państwowa województwa lubelskiego wobec kwestii ukraińskiej w latach 1919–1926, w: Prawo i przemoc. Z badań nad organami porządku publicznego w dobie najnowszej, pod red. T. Radzika, Lublin 2000 (“Res Historica”, z. 11), s. 177–207.
- Український національний рух на Холмщині та Південному Підляшші в 1920-ті роки, „Україна. Культурна спадщина, національна свідомість, державність”, 2000, Випуск 7 (Збірник на пошану професора Юрія Сливки), c. 357–361.
- Призабута сторінка історії української кооперації: український кооперативний рух на Холмщині та Південному Підляшші у міжвоєнний період, w: Четвертий міжнародній конгрес україністів. Одеса, 26–29 серпня 1999 р. Доповіді та повідомлення. Історія, Частина ІІ: ХХ століття, Відповідальні редактори: С. Кульчицький, В. Даниленко, Одеса-Київ-Львів 1999, c. 487–494.
- Ukraiński Komitet Narodowy Chełmszczyzny i Podlasia (1923–1928), w: Ukraińcy w najnowszych dziejach Polski 1918–1989, t. 1, pod red. R. Drozda, Warszawa 2000, s. 41-54.
- Chełm jako ośrodek ukraińskiego ruchu narodowego w XIX i XX wieku – zarys problemu, w: Na pograniczu kultur, pod red. O. Popowicz, Przemyśl–Warszawa 2000, s. 118–137.
- Роль Православної Церкви в українському суспільстві у поглядах митрополита Іларіона (проф. Івана Огієнка), w: Українська історична наука на порозі ХХІ століття, т. 4, Чернівці 2001, c. 214–225.
- Akcja „Wisła” a Kościół prawosławny, w: Akcja „Wisła”, Pod redakcją Jana Pisulińskiego, Warszawa 2003, s. 153–173.